# سولاريس (فلم 1972)
سولاريس (بالروسية: Солярис، tr. Solyaris) هو فيلم سوفيتي عن الخيال العلمي في عام 1972 يستند إلى رواية ستانيسواف ليم عام 1961 التي تحمل الاسم نفسه. شارك في تأليف الفيلم وإخراجه أندريه تاركوفسكي، وبطولة دوناتاس بانيونيس وناتاليا بوندارتشوك. قام إدوارد أرتيمييف بأداء النوتة الموسيقية الإلكترونية. تكوين بواسطة J.S. يعمل باخ أيضًا. تتمحور الحبكة حول محطة فضائية تدور حول الكوكب الخيالي سولاريس، حيث توقفت مهمة علمية بسبب سقوط طاقم مكون من ثلاثة علماء في أزمات عاطفية. يسافر عالم النفس كريس كلفن (بانيونيس) إلى المحطة من أجل تقييم الموقف، فقط ليواجه نفس الظواهر الغامضة مثل الآخرين. كان الفيلم محاولة تاركوفسكي لإضفاء عمق عاطفي جديد على أفلام الخيال العلمي. اعتبر معظم الأعمال الغربية في هذا النوع ضحلة بسبب تركيزها على الاختراع التكنولوجي.
فاز سولاريس بجائزة الجائزة الكبرى (مهرجان كان) والاتحاد الدولي للنقاد السينمائيين في مهرجان كان السينمائي 1972 ورُشح لجائزة السعفة الذهبية. تلقى ملاحظات إيجابية بشكل عام من النقاد. غالبًا ما يُستشهد به كواحد من أعظم أفلام الخيال العلمي في تاريخ السينما. طُورت بعض الأفكار التي عبر عنها تاركوفسكي في هذا الفيلم بشكل أكبر في فيلمه مطارد (فيلم 1979).

## الحبكة
يتم إرسال عالم النفس كريس كلفن في رحلة بين النجوم لتقييم ما إذا كان ينبغي لمحطة فضائية عمرها عقود أن تستمر في دراسة كوكب سولاريس المحيطي. يقضي يومه الأخير على الأرض مع والده المسن والطيار المتقاعد بيرتون. قبل سنوات، كان بيرتون جزءًا من فريق استكشافي في سولاريس، لكن تم استدعاؤه عندما وصف رؤية طفل يبلغ ارتفاعه أربعة أمتار على سطح الماء. تم رفض هذا باعتباره هلوسة من قبل لجنة من العلماء، ولكن الآن بعد أن قدم أعضاء الطاقم المتبقون تقارير غريبة مماثلة، فإن مهارات كريس مطلوبة.
عند وصوله إلى محطة سولاريس،  وهي محطة بحث علمي، لم يزعج أي من العلماء الثلاثة المتبقين عناء تحية كلفن، ووجد المحطة الفضائية في حالة من الفوضى الخطيرة. سرعان ما علم أن صديقه من العلماء، الدكتور جباريان، قد قتل نفسه. اثنان من أفراد الطاقم الناجين - سناوت وسارتوريوس - غير متعاونين ومراوغين. يلتقط كلفن لمحات عابرة عن أشخاص آخرين على متن المحطة لم يكونوا جزءًا من الطاقم الأصلي. كما وجد أن جباريان ترك له رسالة وداع مشوشة ومبهمة تحذره من المحطة.
بعد نوم متقطع، يشعر كلفن بالصدمة عندما يجد هاري، زوجته الراحلة، في غرفة نومه. هي تجهل كيف وصلت إلى هناك. مرعوبًا من وجودها، أطلق كلفن نسخة طبق الأصل من زوجته في الفضاء الخارجي. ويوضح سناوت أن «الزوار» بدأوا في الظهور بعد أن أجرى العلماء تجارب إشعاعية باستخدام الأشعة السينية في محاولة يائسة لفهم طبيعة الكوكب.
في ذلك المساء، ظهرت هاري في مسكنه. هذه المرة يتقبل كلفن الموضوع بهدوء وينامون معًا في أحضان. تصاب هاري بالذعر عندما يتركها كيلفن لفترة وجيزة في الغرفة، وتجرح نفسها. ولكن قبل أن يتمكن كيلفن من تقديم الإسعافات الأولية، تلتئم جروحها تلقائيًا أمام عينيه. شرح سارتوريوس وسناوت لكلفن أن سولاريس خلق هاري من ذكرياته عنها. هاري الحاضرة بينهم، وإن لم تكن بشرًا، تفكر وتشعر كما لو كانت كذلك. يفترض سارتوريوس أن الزائرين، الذين يشار إليهم أيضًا باسم «الضيوف»، يتألفون من «أنظمة نيوترينو» ولكن قد يظل من الممكن تدميرهم من خلال استخدام جهاز يُعرف باسم «المبيد». لاحقًا، يقترح سناوت إشعاع أنماط الموجات الدماغية لكلفن في سولاريس على أمل أن يفهمها ويوقف الظهورات المزعجة.
بمرور الوقت، أصبحت هاري مستقلة وقادرة على الوجود بعيدًا عن وجود كلفن. وعَلمت من سارتوريوس أن هاري الأصلي قد انتحر قبل عشر سنوات. يجتمع سارتوريوس وسناوت وكلفن وهاري معًا في حفلة عيد ميلاد، والتي تطورت إلى حجة فلسفية، يُذكر خلالها سارتوريوس هاري بأنها ليست حقيقية. منزعجة، هاري تقتل نفسها مرة أخرى بشرب الأكسجين السائل، لتعيد إحيائها بشكل مؤلم بعد بضع دقائق. على سطح سولاريس، يبدأ المحيط في الدوران بشكل أسرع في قمع. كلفن يمرض وينام. يحلم بوالدته عندما كانت شابة تغسل الأوساخ والقشور من ذراعه. عندما يستيقظ، يكتشف أن هاري قد ذهبت؛ تقرأ سناوت مذكرة وداعها، والتي تصف فيها كيف طلبت من العالمين تدميرها. ثم أخبر سناوت كلفن أنه منذ أن بثوا موجات كلفن الدماغية إلى سولاريس، توقف الزائرون عن الظهور وبدأت الجزر تتشكل على سطح الكوكب. يناقش كلفن ما إذا كان سيعود إلى الأرض أم لا يبقى مع سولاريس. يلتقي كلفن مع والده في منزلهم الريفي. تصغر الكاميرا لتكشف أنها على جزيرة في محيط سولاريس.

## طاقم التمثيل
- دوناتاس بانيونيس في دور كريس كلفن
- فلاديمير زمانسكي كصوت كلفن
- رايمونداس بانيونيس في دور كلفن الصغير
- ناتاليا بوندارتشوك بدور هاري
- يوري يارفيت بدور د. سناوت
- فلاديمير تاتوسوف كصوت سناوت
- فلاديسلاف دفورزيتسكي في دور هنري بيرتون
- نيكولاي جرينكو في دور والد كيلفن
- أولغا بارنت في دور والدة كلفن.
- أناتولي سولونيتسين بدور الدكتور سارتوريوس
- سوس سركسيان بدور د. جبريان
- ألكسندر مشرين في منصب المفوض شاناهان
- باجرات أوجانيسيان مثل الأستاذ تاركي
- تمارا أوجورودنيكوفا بدور آنا، عمة كيلفن
- تاتيانا مالك في دور ابنة أخت كيلفن
- فيتاليك كرديمون في دور ابن بيرتون
- يوليان سيميونوف رئيسًا للمؤتمر
- أولغا كيزيلوفا كضيف الدكتور جباريان
- جورجي تيخ كأستاذ رسول
- Donatas Banionis as Kris Kelvin
  - Vladimir Zamansky as Kelvin's voice
  - Raimundas Banionis as young Kelvin
- Natalya Bondarchuk as Hari
- Jüri Järvet as Dr. Snaut
  - Vladimir Tatosov as Snaut's voice
- Vladislav Dvorzhetsky as Henri Berton
- Nikolai Grinko as Kelvin's Father
- Olga Barnet as Kelvin's Mother[10]
- اناتولي سولونيتسين as Dr. Sartorius
- Sos Sargsyan as Dr. Gibarian
- Aleksandr Misharin as Commissioner Shanahan
- Bagrat Oganesyan as Professor Tarkhe
- Tamara Ogorodnikova as Anna, Kelvin's Aunt
- Tatyana Malykh as Kelvin's Niece
- Vitalik Kerdimun as Berton's Son
- يوليان سيميونوف as Conference Chairman
- Olga Kizilova as Dr. Gibarian's guest
- Georgiy Teykh as Professor Messenger

## الإنتاج

### السيناريو
في عام 1968 كان للمخرج أندريه تاركوفسكي دوافع عديدة للتكيف السينمائي مع رواية الخيال العلمي لستانيسواف ليم سولاريس (رواية) (1961). أولاً، أعجب بعمل ليم. ثانيًا، كان بحاجة إلى العمل والمال، لأن فيلمه السابق، أندريه روبليف (1966)، لم يُطرح بعد، ورُفض سيناريو فيلمه يوم أبيض وأبيض (في عام 1975 تم تصويره باسم المرآة). كان فيلم رواية ليم، وهو كاتب مشهور ومحترم للغاية في الاتحاد السوفيتي، اختيارًا تجاريًا وفنيًا منطقيًا. مصدر إلهام آخر كان رغبة تاركوفسكي في إضفاء العمق العاطفي على نوع الخيال العلمي، والذي اعتبره ضحلاً بسبب اهتمامه بالاختراع التكنولوجي. في مقابلة عام 1970، خص فيلم ستانلي كوبريك لعام 1968 2001: أوديسة الفضاء بأنه «زائف في العديد من النقاط» و «مخطط هامد مع ادعاءات الحقيقة فقط».
تعاون تاركوفسكي وليم وظلوا في التواصل حول التكيف. شارك تاركوفسكي مع فريدريك جورنشتاين في كتابة السيناريو الأول في صيف عام 1969. وقع ثلثاها على الأرض. لم تعجبه لجنة موسفيلم، وغضب ليم بسبب التغيير الجذري في روايته. أسفر السيناريو النهائي عن سيناريو التصوير، الذي كان أقل إثارة على الأرض وحذف زواج كلفن من زوجته الثانية ماريا من القصة. يصف ليم في رواية عدم كفاية العلم في السماح للبشر بالتواصل مع شكل من أشكال الحياة الغريبة، لأن أشكالًا معينة، على الأقل، من الحياة الواعية خارج الأرض قد تعمل بشكل جيد خارج التجربة البشرية والفهم. في الفيلم، يركز تاركوفسكي على مشاعر كلفن تجاه زوجته هاري، وتأثير استكشاف الفضاء الخارجي على حالة الإنسان. يعتبر مونولوج الدكتور جبريان (من الفصل السادس من الرواية) أبرز مشهد للمكتبة، حيث يقول سناوت: «لسنا بحاجة إلى عوالم أخرى. نحتاج إلى مرايا». على عكس الرواية، التي تبدأ برحلة كلفن الفضائية وتحدث بالكامل في سولاريس، يُظهر الفيلم زيارة كلفن لمنزل والديه في البلاد قبل مغادرته الأرض. يؤسس التباين العوالم التي يعيش فيها - أرض نابضة بالحياة مقابل محطة فضاء متقشفة ومغلقة تدور حول سولاريس - مما يدل على تأثير استكشاف الفضاء على النفس البشرية ويتساءل عنه.
يتميز تصميم مجموعة سولاريس بلوحات للفنانين القدامى (Old Masters). تم تزيين الجزء الداخلي من المحطة الفضائية بنسخ كاملة من دورة الرسم عام 1565 للأشهر (الصيادون في الثلج، واليوم الكئيب، وحصاد القش، والحصادات، وعودة القطيع)، بقلم بيتر بروغل الأكبر، وتفاصيل المناظر الطبيعية مع مشهد سقوط إيكاروس والصيادون في الثلج (1565). مشهد كلفن راكعًا أمام والده والأب الذي يحتضنه يلمح إلى عودة الابن الضال (1669) بواسطة رامبرانت. المراجع والإشارات هي جهود تاركوفسكي لإعطاء الفن السينمائي الشاب منظورًا تاريخيًا، لإثارة شعور المشاهد بأن السينما فن ناضج.
يشير الفيلم إلى فيلم أندريه روبليف الذي أخرجه تاركوفسكي عام 1966 من خلال وضع أيقونة لأندريه روبليف في غرفة كلفن. إنه الفيلم الثاني من سلسلة من ثلاثة أفلام تشير إلى روبليف، وآخرها فيلم تاركوفسكي التالي، المرآة، والذي تم إنتاجه عام 1975 والذي يشير إلى أندريه روبليف من خلال تعليق ملصق للفيلم على الحائط.

### لعب الادوار
أراد تاركوفسكي في البداية أن تلعب زوجته السابقة، إيرما راوش، دور هاري، ولكن بعد لقاء الممثلة بيبي أندرسون في يونيو 1970، قرر أنها كانت أفضل في هذا الدور. رغبة في العمل مع تاركوفيسكي، وافق أنديرسون على الدفع بالروبل. ومع ذلك، تم اختيار ناتاليا بوندارتشوك في النهاية على أنها هاري. التقت بها تاركوفسكي عندما كانا طلابًا في معهد الدولة للتصوير السينمائي. كانت هي التي قدمت له رواية سولاريس. اختبرتها تاركوفسكي في عام 1970، لكنها قررت أنها صغيرة جدًا بالنسبة للجزء. بدلاً من ذلك أوصى بها للمخرجة لاريسا شيبيتكو، التي ألقت بها فيلم أنت وأنا. بعد نصف عام، عرضت تاركوفسكي هذا الفيلم وتفاجأت بسرور من أدائها لدرجة أنه قرر اختيار بوندارتشوك في دور هاري بعد كل شيء.
قام تاركوفسكي بدور كلفن الممثل الليتواني دوناتاس بانيونيس، والممثل الإستوني يوري يارفيت في دور سناوت، والممثل الروسي أناتولي سولونيتسين في دور سارتوريوس، والممثل الأوكراني نيكولاي غرينكو في دور والد كيلفن، وأولغا بارنت في دور والدة كيلفن. عمل المخرج بالفعل مع سولونيتسين، الذي لعب دور أندريه روبليف، ومع جيرينكو، الذي ظهر في أندريه روبليف وطفولة إيفان (1962). اعتقد تاركوفسكي أن سولونيتسين وجرينكو سيحتاجان إلى مساعدة توجيهية إضافية. بعد اكتمال التصوير تقريبًا، صنف تاركوفسكي الممثلين والأداء على النحو التالي: بوندارتشوك، يارفيت سولونيتسين، بانيونيس، دفورزيتسكي، وجيرينكو؛ كما كتب في مذكراته أن «ناتاليا ب. تفوقت على الجميع».

### التصوير
في صيف عام 1970، أذنت لجنة الدولة للاتحاد السوفيتي للتصوير السينمائي (جوسكينو SSSR) بإنتاج سولاريس بطول 4000 متر (13123 قدمًا)، أي ما يعادل ساعتين وعشرين دقيقة وقت تشغيل. تم تصوير الأجزاء الخارجية في زفينيجورود، بالقرب من موسكو؛ تم تصوير الديكورات الداخلية في استوديوهات موسفيلم. تم تصوير مشاهد طيار الفضاء بيرتون وهو يقود سيارته عبر مدينة ما في سبتمبر وأكتوبر 1971 في أكاساكا وإيكورا في طوكيو. كانت الخطة الأصلية هي تصوير الهياكل المستقبلية في معرض إكسبو الدولي 70، لكن الرحلة تأخرت. بدأ التصوير في مارس 1971 مع المصور السينمائي فاديم يوسوف، الذي صور أيضًا أفلام تاركوفسكي السابقة. لقد تشاجروا كثيرًا في هذا الفيلم لدرجة أنهم لم يعملا معًا مرة أخرى. تم استخدام فيلم إيستمان كوداك الملون في المشاهد الملونة. لم تكن متوفرة على نطاق واسع في الاتحاد السوفيتي، وكان لابد من شرائها خصيصًا للإنتاج. تم الانتهاء من النسخة الأولى من سولاريس في ديسمبر 1971.
تم إنشاء محيط سولاريس باستخدام الأسيتون ومسحوق الألمنيوم والأصباغ. صمم ميخائيل رومادين  المحطة الفضائية على أنها حية، ومضطربة ومتداعية بدلاً من كونها لامعة وأنيقة ومستقبلية. تشاور المصمم والمدير مع العالم ومهندس الطيران لوبيتشيف، الذي أعارهما جهاز كمبيوتر كبير من حقبة الستينيات لتزيين المجموعة. بالنسبة لبعض التسلسلات، صمم رومادين غرفة مرآة مكنت يوسوف من الاختباء داخل كرة عاكسة حتى يكون غير مرئي في الفيلم النهائي. أعرب أكيرا كوروساوا، الذي كان يزور استوديوهات موسفيلم في ذلك الوقت، عن إعجابه بتصميم المحطة الفضائية.
في يناير 1972، طلبت لجنة الدولة للتصوير السينمائي تغييرات تحريرية قبل إطلاق سولاريس. وشمل ذلك فيلمًا أكثر واقعية مع صورة أوضح للمستقبل وحذف التلميحات إلى الله والمسيحية. قاوم تاركوفسكي بنجاح مثل هذه التغييرات الرئيسية، وبعد بضعة تعديلات طفيفة تمت الموافقة على إصدار سولاريس في مارس 1972.

### الموسيقي
تتضمن الموسيقى التصويرية لسولاريس مقدمة لجوقة يوهان سيباستيان باخ للأورغن إيك روف ذي دير، وهير جيسو كرايست وبي دبليو في 639، الذي يؤديه ليونيد روزمان [رو]، والنتيجة الإلكترونية لإدوارد أرتيمييف. المقدمة هي الموضوع الموسيقي المركزي. أراد تاركوفسكي في البداية أن يكون الفيلم خاليًا من الموسيقى وطلب من أرتيميف تنسيق الأصوات المحيطة على أنها النتيجة. اقترح الأخير تقديم موسيقى الأوركسترا بمهارة. في تناقض مع الموسيقى الكلاسيكية كموضوع الأرض، فإن الموسيقى الإلكترونية السائلة هي موضوع كوكب سولاريس. شخصية هاري لها موضوعها الفرعي، وهي شركة كانتوس تعتمد على موسيقى باخ التي تعرض موسيقى أرتيميف فوقها؛ يسمع في وفاة هاري وفي نهاية القصة.

## الاستقبال والإرث
عرض سولاريس لأول مرة في عام 1972 مهرجان كان السينمائي، حيث فاز بجائزة (Grand Prix Spécial du Jury) الجائزة الكبرى الخاصة للجنة التحكيم وتم ترشيحه لجائزة (السعفة الذهبية) السعفة الذهبية. في اتحاد الجمهوريات الاشتراكية السوفياتية، عُرض الفيلم لأول مرة في مسرح مير السينمائي في موسكو في 5 فبراير 1973. لم يعتبر تاركوفسكي سينما مير أفضل مكان للعرض. على الرغم من الإصدار الضيق للفيلم في خمسة دور عرض سينمائية فقط في الاتحاد السوفياتي، [متنازع عليه - ناقش]  باع الفيلم 10.5 مليون تذكرة. على عكس الغالبية العظمى من الأفلام التجارية والأيديولوجية في السبعينيات، تم عرض سولاريس في الاتحاد السوفياتي في فترات محدودة لمدة 15 عامًا دون أي فواصل، مما منحها مكانة عبادة.[بحاجة لمصدر] في الكتلة الشرقية وفي الغرب، عرض سولاريس لأول مرة في وقت لاحق. في الولايات المتحدة، تم عرض نسخة من سولاريس تم اقتطاعها لمدة 30 دقيقة لأول مرة في مسرح زيغفيلد في مدينة نيويورك في 6 أكتوبر 1976.
على الرغم من أن ليم عمل مع تاركوفسكي وفريدريك غورنشتاين في تطوير السيناريو، إلا أن ليم أكد أنه «لم يعجبه أبدًا نسخة تاركوفسكي» من روايته. أراد تاركوفسكي فيلمًا مبنيًا على الرواية ولكنه مستقل عنها فنياً، بينما عارض ليم أي اختلاف في السيناريو عن الرواية. ذهب ليم إلى حد القول إن تاركوفسكي صنع الجريمة والعقاب بدلاً من سولاريس، متجاهلاً الجوانب المعرفية والمعرفية لكتابه. لكن ليم قال أيضًا في مقابلة إنه لم ير جزءًا من النهاية إلا في وقت لاحق، بعد وفاة تاركوفسكي. ادعى تاركوفسكي أن ليم لم يقدر السينما تمامًا وتوقع أن يعرض الفيلم الرواية فقط دون إنشاء قطعة سينمائية أصلية. يدور فيلم تاركوفسكي حول الحياة الداخلية لعلمائها. تدور رواية ليم حول صراعات حالة الإنسان في الطبيعة وطبيعة الإنسان في الكون. بالنسبة لتاركوفسكي، كان عرض ليم لهذا الصراع الوجودي نقطة البداية لتصوير الحياة الداخلية للشخصيات.
في الفيلم الوثائقي السيرة الذاتية رحلة في الزمن (1983)، يقول تاركوفسكي إنه نظر إلى سولاريس على أنه فشل فني لأنه لم يتجاوز النوع كما كان يعتقد أن فيلمه ستولكر (1979) فعل ذلك، بسبب الحوار التكنولوجي المطلوب والمؤثرات الخاصة. وصف إم. جالينا في مقال بعنوان تحديد المخاوف عام 1997 هذا الفيلم بأنه «أحد أكبر الأحداث في سينما الخيال العلمي السوفياتي» وواحد من الأحداث القليلة التي لا يبدو أنها عفا عليها الزمن في الوقت الحاضر.
صنفت قائمة «أفضل 100 فيلم في السينما العالمية» التي جمعتها مجلة إمباير في عام 2010، تاركوفسكي سولاريس في المرتبة 68. في عام 2002، كتب ستيفن سودربرغ وأخرج تكيفًا أمريكيًا لسولاريس، والذي قام ببطولته جورج كلوني.
وقد أطلق سلمان رشدي على سولاريس «تحفة خيال علمي»، مضيفًا: «هذا الاستكشاف لعدم موثوقية الواقع وقوة اللاوعي البشري، هذا الفحص الكبير لحدود العقلانية والقوة المنحرفة حتى الأكثر سوءًا. الحب، يجب أن يُنظر إليه على نطاق واسع قدر الإمكان قبل أن يتحول بواسطة ستيفن سودربيرغ وجيمس كاميرون إلى ما يهددونه بسخافة، حيث يلتقي 2001 مع التانغو الأخير في باريس. ما هو الجنس في الفضاء مع الزبدة الطافية؟ يجب أن ينقلب تاركوفسكي في قبره .»
راجع الناقد السينمائي روجر إيبرت إصدار عام 1976 لصحيفة شيكاغو صن تايمز، حيث أعطى الفيلم ثلاثة من أصل أربعة نجوم وكتب، "سولاريس ليست صورة حركة سريعة الحركة؛ إنه فيلم مدروس وعميق وحساس يستخدم الحرية الخيال العلمي لفحص الطبيعة البشرية. يبدأ ببطء، ولكن بمجرد أن تتدخل، فإنه ينمو عليك. أضاف سولاريس إلى قائمة "الأفلام العظيمة«في عام 2003، قائلاً إنه في البداية» امتنع«عن طولها وسرعته، لكنه جاء لاحقًا للإعجاب بأهداف تاركوفسكي. ومع ذلك، فإن المعجبين به متحمسون ولديهم سبب لمشاعرهم: حاول تاركوفسكي بوعي إنشاء فن رائع وعميق. تمسك بنظرة رومانسية للفرد القادر على تحويل الواقع من خلال قوته الروحية والفلسفية.» قارن إيبرت في وقت لاحق فيلم 2011 أرض أخرى بسولاريس، وكتابة أن الأرض الأخرى«مثيرة للتفكير، بطريقة أقل عمقًا، مثل فيلم تاركوفسكي سولاريس، فيلم آخر عن نوع من الأرض المتوازية».
في مثال على فن تقليد الحياة، كشفت ناتاليا بوندارتشوك (هاري) في مقابلة عام 2010 أنها وقعت في حب تاركوفسكي أثناء تصوير فيلم سولاريس، وبعد انتهاء علاقتهما، أصبحت انتحارية. تدعي أن قرارها تأثر جزئيًا بدورها. يتضمن الفيلم الوثائقي آدم كيرتس لعام 2015 بحيرة المرة مشاهد من هذا الفيلم. الاستعارة هي أنه مثلما يؤثر الكوكب على رواد الفضاء الذين يحاولون التأثير على الكوكب، كانت هناك تأثيرات متقاطعة بين أفغانستان وغزاة الاتحاد السوفيتي والأمريكي والبريطاني. لوحظ تأثير سولاريس تاركوفسكي على فيلم استهلال لكريستوفر نولان.
لاحظ روجر إيبرت وغيره من النقاد تأثير سولاريس على فيلم أفق الحدث عام 1997. تم اختيار الفيلم للعرض كجزء من قسم كلاسيكيات كان في مهرجان كان السينمائي 2016.
حصل الفيلم أيضًا على تصنيف «معتمد طازج» بنسبة 95٪ على الطماطم الفاسده بناءً على 61 مراجعة بمتوسط تقييم 8.54 من 10، مع توافق الآراء: «سولاريس هو فيلم تأملي مؤلم يستخدم الخيال العلمي لرفع أسئلة معقدة حول الإنسانية والوجود». كما أن لديها درجة 90 من أصل 100 في ميتاكريتيك، بناءً على 8 نقاد، مما يشير إلى «الإشادة العالمية».

## وسائط المنزل
تم إصدار سولاريس على ليزر ديسك في اليابان عام 1986.
في 24 مايو 2011، أصدرت مجموعة المعيار سولاريس على قرص بلو راي. كان الاختلاف الأكثر وضوحًا عن الإصدار السابق لأقراص DVD لعام 2002  هو استعادة المشاهد أحادية اللون ذات اللونين الأزرق والأبيض من الفيلم.